# 阿富汗人民民主党中央政治局
阿富汗人民民主党中央政治局（Politburo of the Central Committee of the People's Democratic Party of Afghanistan），也称阿富汗政治局（Afghan Politburo），是阿富汗政治架构中，在阿富汗人民民主党（PDPA）中央委员会和人民民主党代表大会（PDPA Congress）闭会期间的决策机构。只有一名政治局委员会被正式选举出来；但在PDPA存续期间，第一届代表大会的成员序列多次发生了变化。

## 历史序列

### 第一届政治局
委员
- 努尔·穆罕默德·塔拉基（秘书长）
- 巴布拉克·卡尔迈勒（副秘书长）
- 苏丹·阿里·凯什曼德（英语：Sultan Ali Keshtmand）
- 萨利赫·穆罕默德·泽里（Saleh Mohamed Zeary）
- 吴拉姆·德斯塔吉尔·潘杰舍里（Gholam Destaguir Panjsheri）
- 塔希尔·巴达赫希（英语：Tahir Badakhshi）
- 查鲁拉·查普尔（Charoullah Chapour）

候补委员
- 努尔·艾哈迈德·努尔（英语：Nur Ahmed Nur）
- 阿克巴尔·查瓦利（Akbar Chah-Wali）博士
- 阿卜杜勒·卡里尔·米萨克（Abdoul Karil Missaq）
- 苏莱曼·拉耶克（英语：Sulaiman Layeq）
- 穆罕默德·哈桑·巴雷克（Mohammad Hasan Bareq）
- 哈菲佐拉·阿明
- 伊斯梅尔·达内什（Ismaïl Danesh）
- 阿卜杜勒·哈基姆·查拉伊·朱兹贾尼（Abdul Hakim Charayi Jowzjani）
- 阿卜杜勒·马吉德（Abdul Majid）
- 扎赫尔·奥福克·坎达哈里（Zaher Ofoq Qandahari）
- 扎赫尔博士（Dr. Zaher）

### 政治局委员（1984年）
到1984年，政治局13名委员和候补委员中，有8名属于旗帜派：
旗帜派的委员
- 巴布拉克·卡尔迈勒
- 苏丹·阿里·凯什曼德
- 穆罕默德·纳吉布拉
- 努尔·艾哈迈德·努尔
- 穆罕默德·拉菲（英语：Mohammed Rafie）
- 安娜希塔·拉特布扎德（英语：Anahita Ratebzad）

人民派的委员
- 阿卜杜勒·卡迪尔
- 马哈茂德·巴亚莱（Mahmud Baryalai）
- 穆罕默德·瓦坦贾尔
- 萨利赫·穆罕默德·扎里（Salih Muhammad Zeary）
- 穆罕默德·伊斯梅尔·达内什（Muhammad Ismail Danesh）

不确定派别的委员
- 古拉姆·达斯塔吉尔·潘杰舍里（英语：Ghulam Dastagir Panjsheri）（据信属于工人派（英语：Guruh-i Kar））
- 阿卜杜勒·扎胡尔·拉兹姆乔（Abdul Zahoor Razmjo）